# Ny Centauri
Ny Centauri (ν  Centauri, förkortat Ny Cen, ν  Cen) som är stjärnans Bayerbeteckning, är en dubbelstjärna belägen i den östra delen av stjärnbilden Kentauren. Den har en kombinerad skenbar magnitud på 3,41 och är synlig för blotta ögat. Baserat på parallaxmätning inom Hipparcosuppdraget på ca 7,5 mas, beräknas den befinna sig på ett avstånd på ca 437 ljusår (ca 134 parsek) från solen.

## Egenskaper
Primärstjärnan Ny Centauri A är en blå till vit underjättestjärna av spektralklass B2 IV. Den har en massa som är ca 8,5 gånger större än solens massa, en radie som är ca 6,4 gånger större än solens och utsänder från dess fotosfär ca 5 000 gånger mera energi än solen vid en effektiv temperatur på ca 22 400 K. 
Ny Centauri är en enkelsidig spektroskopisk dubbelstjärna, vilket innebär att de två stjärnorna har separerats genom att deras omloppsrörelse observerats genom periodiska skiften i primärstjärnans spektrum. Gravitationsstörningen på primärstjärnan från den dolda följeslagaren gör att den först rör sig mot och sedan bort från jorden, vilket skapar Dopplerskiftförändringar i spektret. 
Stjärnparet kretsar kring ett gemensamt masscentrum i en cirkulär bana med en period på endast 2,622 dygn, vilket anger att de befinner sig i en relativt tät bana. Samspelet mellan de två komponenterna i detta system verkar skapa emissionslinjer i spektret, vilket gör primärstjärnan till en Be-stjärna.